# Смешанный газ
Смешанный газ — газовая смесь, по составу промежуточная между генераторным и водяным газом. Состав его (в среднем, об. %) CO — 30, N2 — 50, CO2 — 5, H2 — 15. Теплотворная способность смешанного газа составляет около 1300 ккал/м³.
Смешанный газ получают одновременным продуванием смеси воздуха, обогащённого кислородом и водяным паром сквозь слой раскалённого угля (то есть как бы смеси методов получения генераторного и водяного газов, отсюда и название). Промышленная установка для получения была предложена в 1878 году Джосефом Эмерсоном Доусоном, в его честь смесь также называют газ Доусона или Давсоновский газ. Также смешанный газ получается при риформинге газообразных углеводородов и газификации жидких углеводородов под давлением.
Смешанный газ применяется при синтезе аммиака.